# Malcolm Bilson

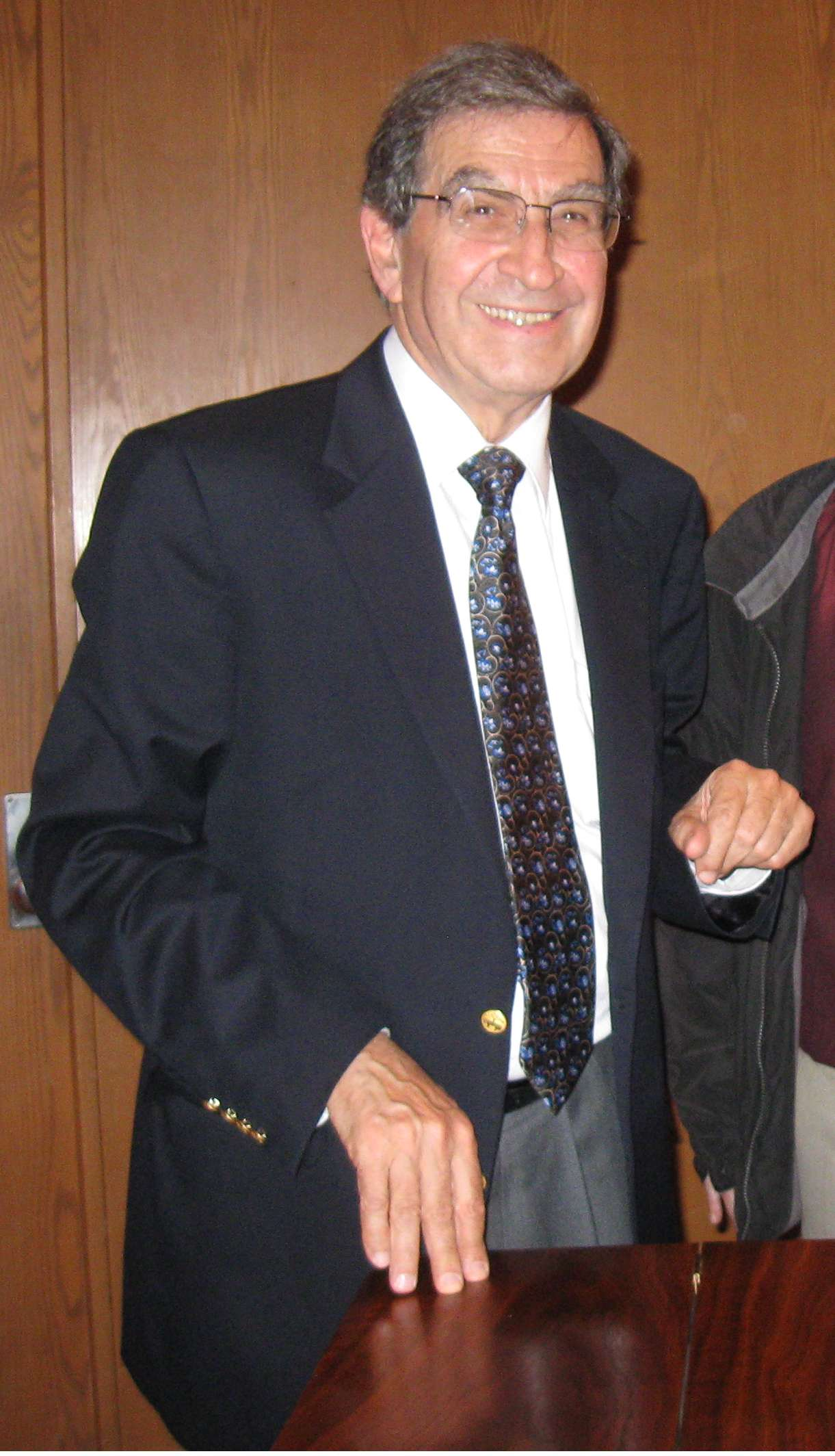
Malcolm Bilson, 2009

Malcolm Bilson (nascido em 24 de Outubro de 1935) é um pianista e musicólogo americano especializado em música dos séculos XVIII e XIX. Nasceu em Los Angeles, Califórnia. Detém o título de professor “Frederick J. Whiton Emeritus” na Cornell University, Ithaca, em Nova Iorque. É um dos principais instrumentistas e professores de fortepiano. Apresenta-se em todo o mundo, tendo realizado inúmeras gravações.

## Gravações
- Malcolm Bilson, Tom Beghin, David Breitman, Ursula Dütschler, Zvi Meniker, Bart van Oort, Andrew Willis. Ludwig van Beethoven. The complete Piano Sonatas on Period Instruments. Fortepianos Salvatore Lagrassa 1815, Gottlieb Hafner 1835, Johann Fritz 1825, Anton Walter (Paul McNulty), Walter (Chris Maene), Johann Schantz  (Thomas & Barbara Wolf), Walter, Conrad Graf 1825 (Rodney Regier). Claves.
- Malcolm Bilson, John Eliot Gardiner, The English Baroque Soloists. Wolfgang Amadeus Mozart. Piano Concertos Nos. 20&21/ Concertos Pour Piano K. 466 & K.467. Fortepiano Walter (Philip Belt). Archiv Production.
- Malcolm Bilson. Franz Josef Haydn. Keyboard Sonatas. Walter (Philip Belt). Titanic Records.
- Malcolm Bilson. Franz Schubert — Piano Sonatas D.850, D.568. Fortepiano Conrad Graf 1835. Hungaraton Classics.
- Malcolm Bilson, Anner Bylsma. Ludwig van Beethoven. Fortepiano and Cello Sonatas. Fortepiano Alois Graff 1825. Elektra Nonesuch.